# Кодрингтон
Кодрингтон (енгл. Codrington) је административни центар и највеће насеље острва Барбуда, које је у саставу Антигве и Барбуде. Насеље су основали Кристофер и Џон Кодрингтон 1685. године. Саградили су дворац који је тешко оштећен у земљотресу 1843. У насељу живи 1.325 становника, по подацима из 2001. године.